# Fricativa alveolar sorda
La consonant fricativa alveolar sorda es transcriu [s] en l'AFI, és a dir, la lletra essa minúscula. Si una llengua té sons fricatius, el més probable és que tingui la [s], excepte en determinats idiomes australians.

## Característiques
- És una consonant pulmonar oral central.
- És un so sibilant fricatiu.
- És una fricativa alveolar perquè la llengua toca darrere les dents per causar una turbulència o fricció en la columna d'aire.
- És un so sord perquè no causa la vibració de les cordes vocals.

## En català
En català correspon al so de "suc" i es representa habitualment amb la lletra S. Val a dir que altres grafies poden representar-lo, com la ç (plaça) o els dígraf SS ("passar") i SC ("piscina"). Davant de les vocals E i I pot estar representat per la C ("cendra"). Aquest so pateix sonorització en molts contextos fonètics.
La seva similitud amb el xiuxiueig, el vent o altres fenòmens de la natura fa que sigui un dels sons preferits per l'al·literació a la literatura.